# An Post
An Post è la società postale pubblica della Repubblica d'Irlanda, membro dell'Unione postale universale. I servizi offerti includono la semplice corrispondenza, la spedizione di pacchi, conti di deposito e l'EMS, il servizio di posta espressa internazionale.

## Descrizione
An Post venne creata nel 1984 quando, sotto i termini del "Postal & Telecommunications Services Act" del 1983, i servizi postali del Dipartimento delle poste e dei telegrafi vennero suddivisi tra An Post e Telecom Éireann, l'operatore delle telecomunicazioni corrispondente all'attuale Eir. Durante i primi anni dello Stato libero d'Irlanda, il Dipartimento delle poste e dei telegrafi era il più importante ministero del paese e gli impiegati (per la maggior parte postini) costituivano la maggioranza del servizio civile. Proprio per questo l'Ufficio postale in Irlanda è stata sotto il controllo di vari mastri di posta, irlandesi e britannici, stabilendo come primo mastro Evan Vaughan del 1638, anno generalmente accettato per essere quella dell'istituzione semi formale di un servizio postale in Irlanda.
L'atto postale di Oliver Cromwell del 1657 creò il General Post Office per i tre regni di Irlanda, Scozia e Inghilterra, confermato poi dal re Carlo II e dal parlamento con il Post Office Act del 1660.
Oggi An Post rimane una delle più grandi compagnie irlandesi, nonostante abbia subito dei ridimensionamenti. Nel 2014, tutte le sussidiarie di An Post ottennero un profitto per la prima volta dopo 8 anni. Ci sono attualmente 1 100 uffici postali e 121 agenti postali in tutta la Repubblica.
Il governo irlandese annunciò l'introduzione di un sistema a codice postale a partire dal 2008 nonostante An Post l'abbia considerato non necessario. Il sistema verrà introdotto soltanto dal 13 luglio 2015, dopo circa dieci anni di ritardi.
Tutti i pacchi in arrivo in Irlanda passano attraverso il centro postale della An Post a Port Laoise, dove gli ufficiali della dogana sono pronti ad ispezionarli.

## Sussidiarie e joint venture
An Post è coinvolta in operazioni di joint venture e possiede numerose sussidiarie, di cui la maggior parte sono di sua completa proprietà mentre altre sono partecipate da terzi come la An Post National Lottery Company e la Prize Bond Company Limited.

### An Post National Lottery Company
An Post ha avuto la licenza da parte del Ministero delle finanze irlandese di gestire la lotteria nazionale tramite la An Post National Lottery Company fino al febbraio 2014. Tutti gli impiegati della sussidiaria provenivano dalla An Post e venivano pagati da quest'ultima e non dalla sussidiaria. Dal 2014, la lotteria nazionale è gestita dalla Premier Lotteries Ireland di cui An Post è un azionista.

### An Post Transaction Services

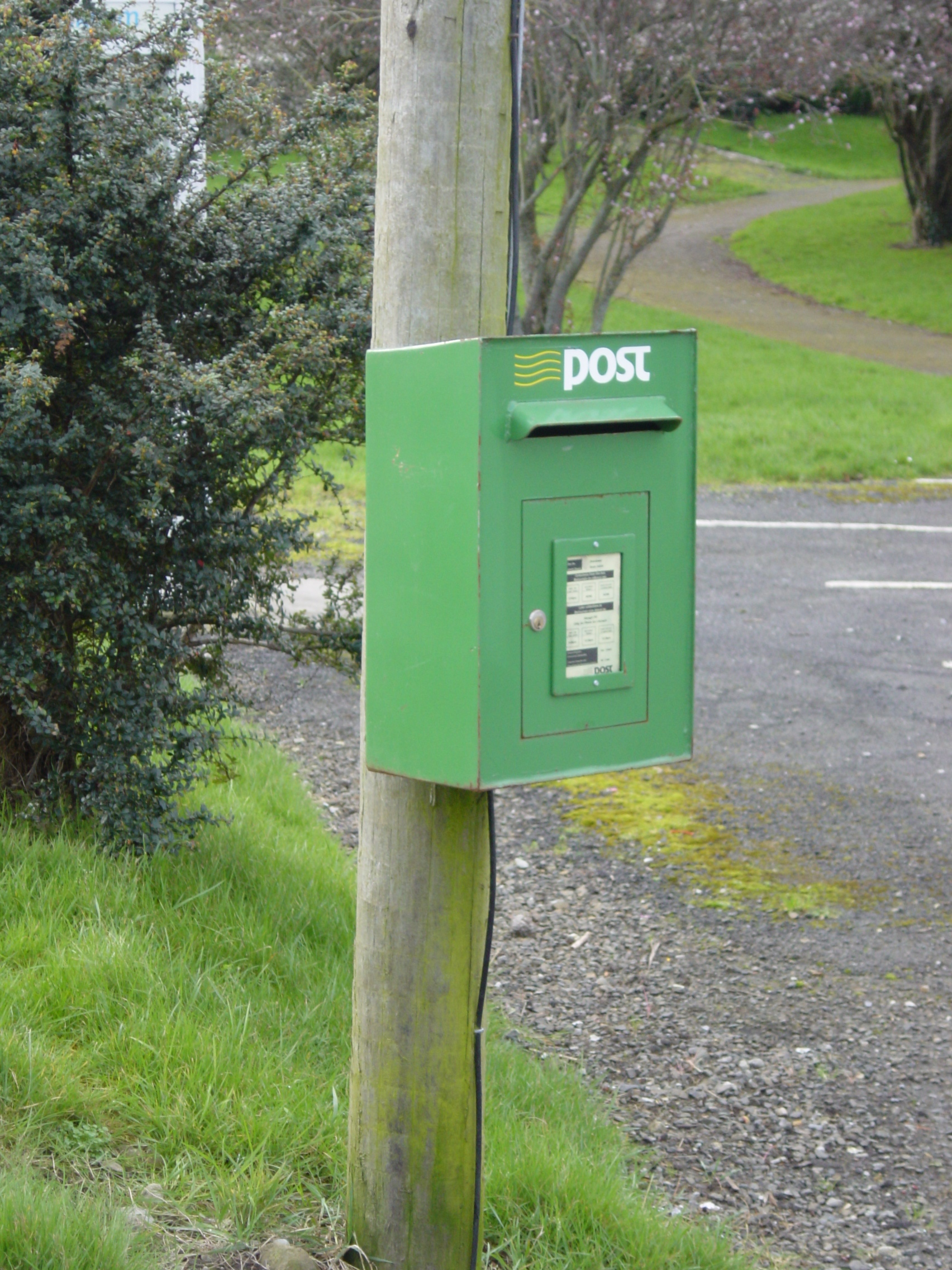
Una piccola cassetta delle lettere An Post attaccata ad un palo elettrico.

Nel 2003, An Post organizzò una nuova divisione per gestire il proprio business postale e finanziario con il nome "An Post Transaction Services" o "PostTS" . L'azienda cambiò il marchio della sua rete di uffici postali in "Post Office" o "Oifig an Phoist" con un nuovo logo bianco e rosso, e introdusse i servizi bancari in collaborazione con Allied Irish Banks. L'azienda introdusse anche la possibilità di usufruire di alcuni servizi postali presso i PostPoint delle edicole. PostTS si è oltretutto espansa anche al di fuori del territorio irlandese, aprendo filiali in Spagna e Regno Unito che venderà nel 2005.
In seguito a delle critiche, venne annullato il rebranding e ripristinato il logo tradizionale della An Post negli uffici postali, anche se il simbolo bianco e rosso è ancora utilizzato per il sito della compagnia BillPay.ie e per i PostPoint. Il design originale degli uffici PostTS dove predominava la scritta in inglese "PostOffice", venne sostituito con il marchio in irlandese "OifiganPhoist", con la traduzione sia in irlandese che in inglese (il logo PostOffice è ancora visibile sulle piccole insegne). Ad oggi l'operazione di rebranding è stata conclusa.

### Geodirectory
Gestito da An Post e Ordnance Survey Ireland, Geodirectory è un servizio che offre un database di edifici e indirizzi presenti in Irlanda, con i loro dati di geolocalizzazione. Possiede un archivio di 2,2 milioni di proprietà servite dalla posta. GeoDirectory assegna a ciascuna proprietà la sua propria "impronta digitale" – un unico indirizzo verificato in un formato standard, assieme al Geocode che identifica ogni proprietà nel paese. Geodirectory possiede inoltre un'applicazione mobile pluripremiata chiamata GeoFindIT.

### Postbank

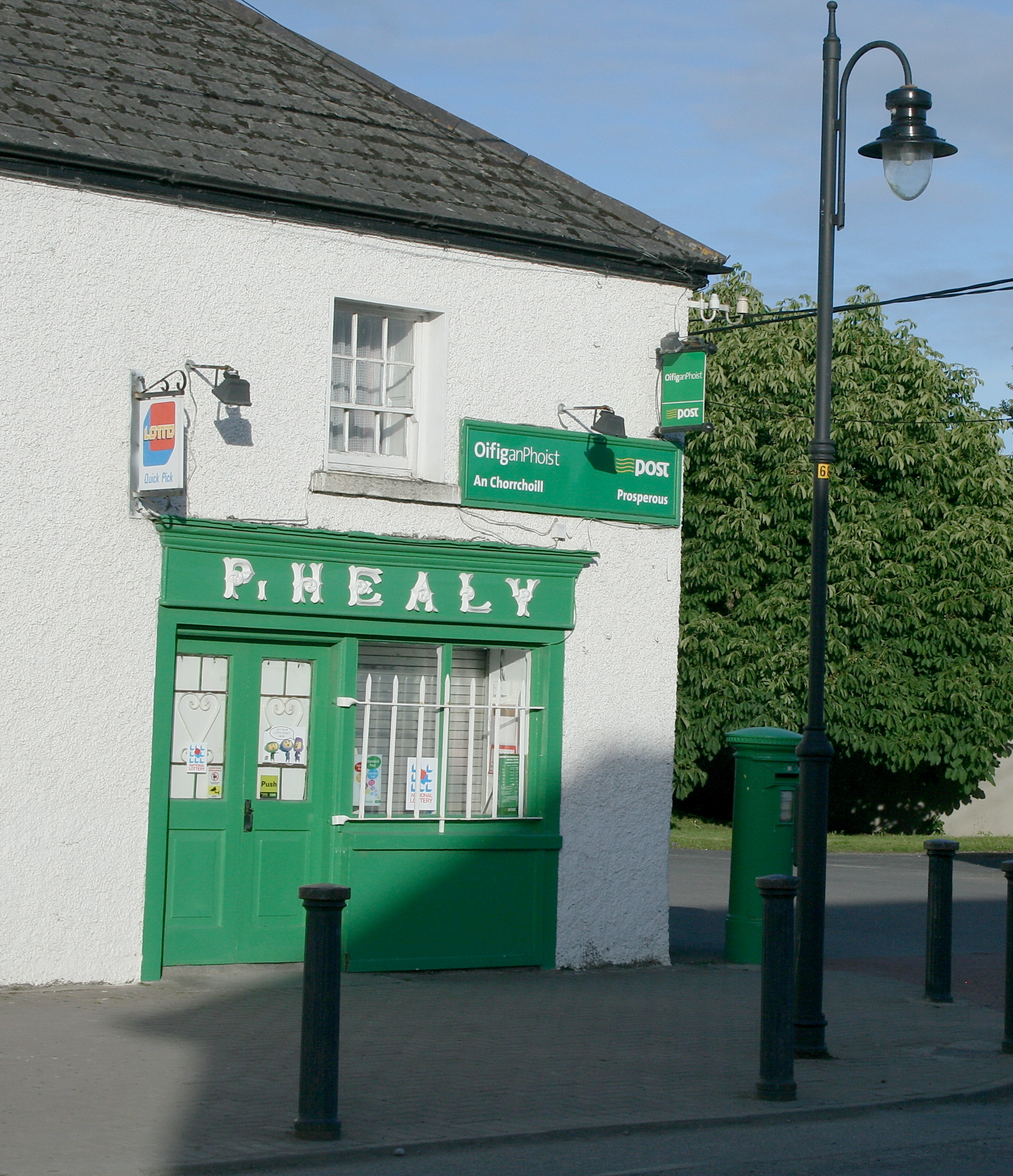
Ufficio postale a Prosperous, contea di Kildare.

Il 5 ottobre 2006 An Post firmò un accordo finale per la creazione di una joint venture con la Fortis per offrire servizi finanziari attraverso la rete degli uffici postali, mettendo a disposizione del mercato irlandese un'ampia gamma di prodotti finanziari tra cui attività bancarie, risparmi, assicurazioni, mutui e carte di credito. PostPoint e la compagnia di assicurazioni, One Direct, diventarono parte della nuova società che ha avuto accesso a tutta la rete degli uffici postali.
Il 29 aprile 2007, venne organizzato un incontro stampa per il lancio della nuova banca Postbank Ireland Ltd, (per distinguersi da altre aziende dal nome simile come Deutsche Postbank) e il 12 maggio 2008 furono aperti i primi conti correnti.
Con il fallimento della Fortis, Postbank divenne una joint venture 50 e 50 tra An Post e BNP Paribas e introdusse i conti di risparmio, i depositi a tempo determinato e nuove carte di credito aderenti al circuito Visa oltre a assicurazioni sull'auto, casa e vita.
Il 26 febbraio 2010 venne annunciata la chiusura dell'unità Postbank e non sono stati accettati nuovi clienti a partire da quella data, cessando definitivamente le attività alla fine di dicembre.

### Licenza televisiva
La licenza televisiva irlandese è amministrata dalla An Post, responsabile dei ricavi, ispezioni e prosecuzione legale nel caso degli evasori del canone della RTÉ.

### Servizio autopostale
Tra il 1982 e 2004 la compagnia gestiva una tratta autopostale che collegava Ennis con parti della contea di Clare.

## Azioni legali
La Commission for Communications Regulation (ComReg) lanciò nel febbraio del 2012 dei provvedimenti legali contro An Post sulla qualità dei suoi servizi: la compagna postale affermò che era "perplessa" per la decisione della commissione.